# Gillmoss
Gillmoss là một khu vực ở phía bắc Liverpool, Merseyside, Anh, nằm giữa Croxteth, Fazakerley và Kirkby.

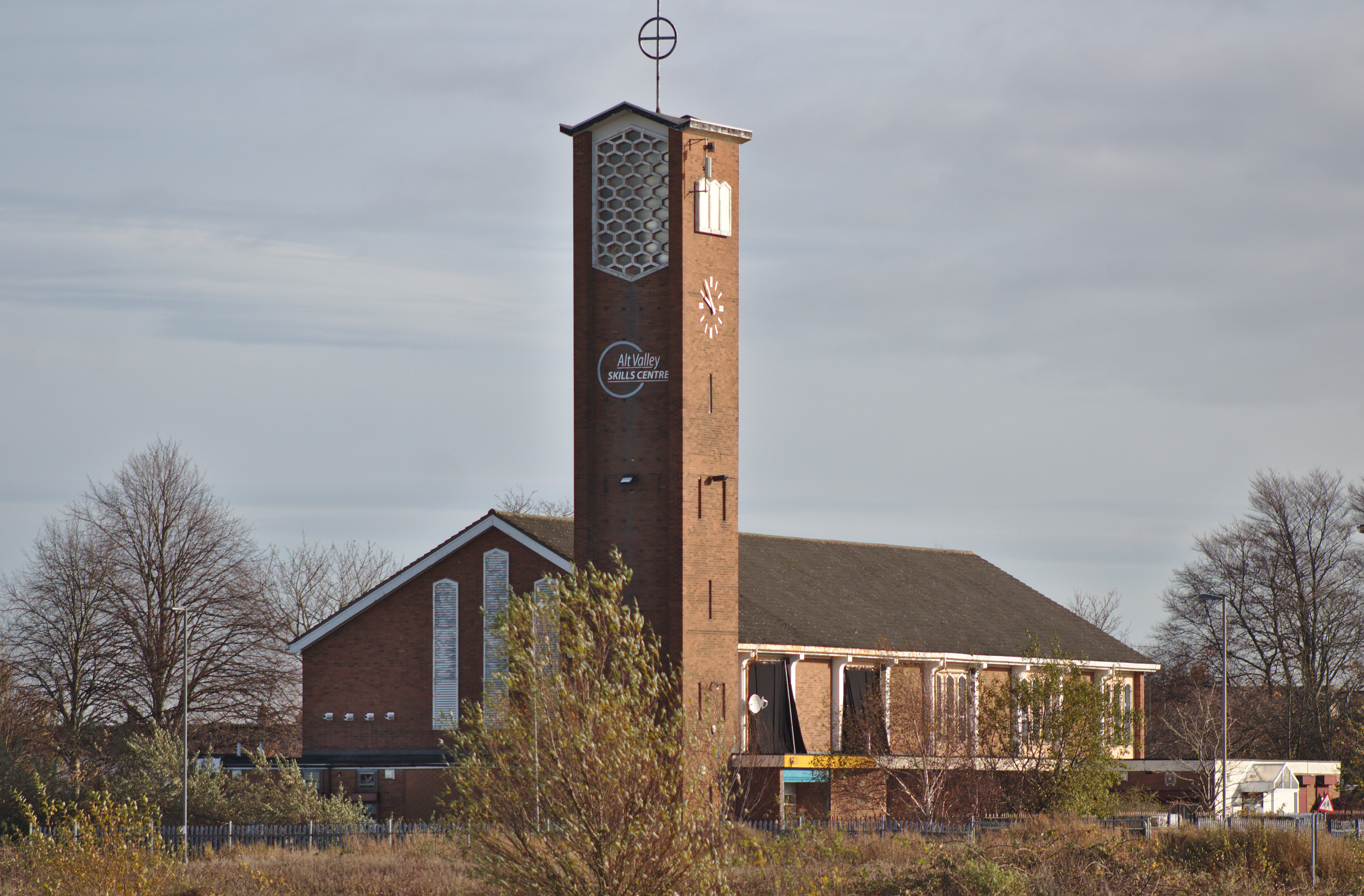
Nhà thờ Saint Swithin

## Mô tả
Gillmoss là nơi mà công nghiệp được xem là chủ yếu, với số lượng nhà ở ít mặc dù tồn tại xung quanh đường Lancashire East Road (đường phố được coi là rất nhộn nhịp), và được nhiều người mô tả là một "thị trấn ma" sau nhiều năm suy tàn. Gần đây hơn, một công viên thương mại được biết đến với tên gọi Stonebridge Park đã được xây dựng như một phần của dự án tái sinh trong khu vực này của thành phố Liverpool ở phía bắc.
Một trong những bến xe buýt lớn nhất của Liverpool, ban đầu được xây dựng bởi Tổng công ty Vận tải Liverpool nhưng bây giờ thuộc sở hữu của Stagecoach, có trụ sở tại Gillmoss trên đường East Lancs Road.
Gillmoss nằm giữa các vùng ngoại ô lân cận của Croxteth và Fazakerley với Kirkby gần đó. Là một vùng nhỏ, nó thường được sáp nhập với Croxteth, ngoại ô lớn của thành phố.